# ناتولد

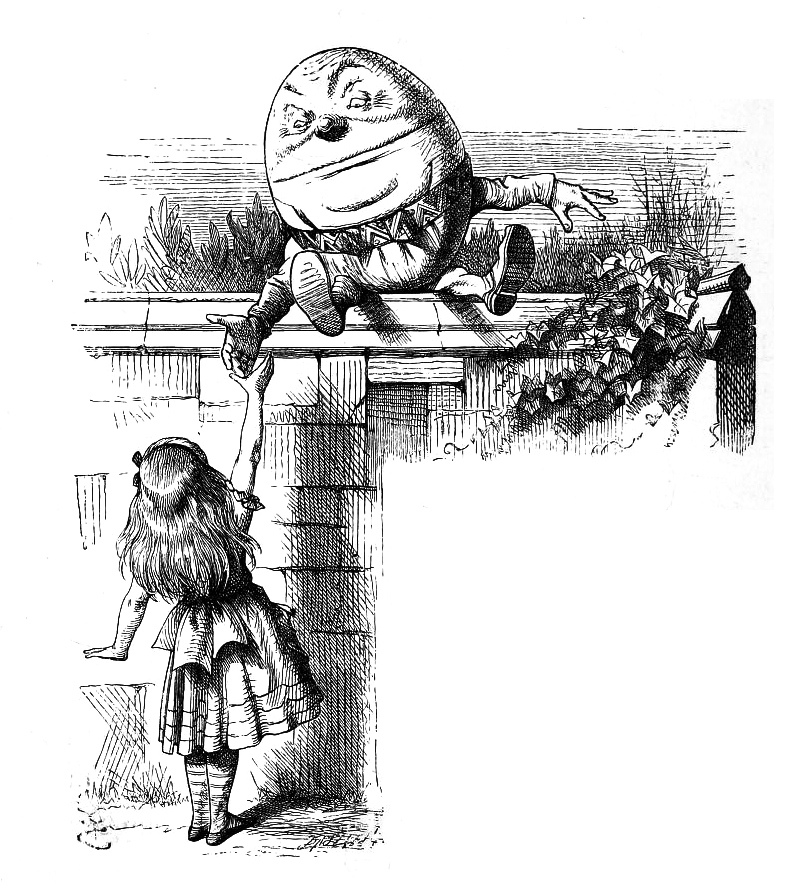
هامپتی دامپتی با کراواتی که به عنوان هدیه‌ای برای ناتولد از پادشاه و ملکهٔ سفید دریافت کرده است. از آن‌سوی آینه، تصویرسازی توسط جان تنیل.

ناتولد (به انگلیسی: Unbirthday) رویدادی است که در تمام روزهای سال که تولد شخص نیست جشن گرفته می‌شود. این واژهٔ نوظهور برای اولین بار در رمان آن‌سوی آینه نوشتهٔ لوئیس کارول در سال ۱۸۷۱ ظاهر شد. این مفهوم باعث شکل‌گیری «آهنگ ناتولد» در فیلم انیمیشن ۱۹۵۱ آلیس در سرزمین عجایب شد.
در آن‌سوی آینه، هامپتی دامپتی یک کراوات (که آلیس در ابتدا آن را با کمربند اشتباه می‌گیرد) به تن دارد که می‌گوید به عنوان «هدیهٔ ناتولد» از پادشاه سفید و ملکهٔ سفید دریافت کرده است. سپس او از آلیس می‌خواهد تعداد روزهای ناتولد در یک سال را محاسبه کند.
در فیلم انیمیشن آلیس در سرزمین عجایب، آلیس به‌طور تصادفی به کلاهدوز دیوانه، مارچ خرگوش و موش خواب‌آلود برمی‌خورد که در حال برگزاری جشن ناتولد هستند و «آهنگ ناتولد» (موسیقی و شعر توسط مک دیوید، ال هافمن و جری لیوینگستون) را می‌خوانند. در ابتدا آلیس نمی‌فهمد ناتولد چیست؛ وقتی کلاهدوز دیوانه برایش توضیح می‌دهد، متوجه می‌شود که آن روز ناتولد خودش نیز هست و از کلاهدوز دیوانه یک کیک ناتولد دریافت می‌کند. صحنهٔ فیلم ترکیبی از ایدهٔ ناتولد معرفی‌شده در آن‌سوی آینه و «مهمانی چای دیوانه» توصیف شده در ماجراهای آلیس در سرزمین عجایب است. در ادامه فیلم؛ کلاهدوز دیوانه این جشن ناتولد را وقتی که به عنوان شاهد در محاکمه آلیس احضار می‌شود، ذکر می‌کند. پادشاه دل‌ها متوجه می‌شود که آن روز ناتولد ملکه دل‌ها نیز هست، و محاکمه به‌طور ناگهانی برای جشن متوقف می‌شود.
جشن ناتولد همچنین موضوع یک کمیک ۱۹۵۱ بود که همزمان با فیلم منتشر شد. نسخهٔ کمیک به‌طور قابل توجهی طولانی‌تر است (۳۲ صفحه) نسبت به صحنهٔ فیلم انیمیشن، و در آن آلیس به جشن ناتولد توییدلدام و توییدلدی (که در واقع در جشن حضور ندارند) دعوت می‌شود. هامپتی دامپتی در نسخهٔ کمیک حضور دارد، هرچند به شکلی که در آن‌سوی آینه ظاهر می‌شود، نیست.